# Policitemie
Policitemia (cunoscută și sub numele poliglobulie) este o stare de boală în care hematocritul (procentul volumetric de celule roșii din sânge) și/sau concentrația de hemoglobină sunt crescute în sângele periferic.
Se poate datora creșterii numărului de celule roșii din sânge  („policitemie absolută”) sau scăderii volumului plasmei („policitemie relativă”).  Policitemia se numește uneori eritrocitoză, iar termenii sunt interșanjabili.
Tratamentul de urgență al policitemiei (de exemplu, în hipervâscozitate sau tromboză) presupune flebotomia (îndepărtarea de sânge din circulație). În funcție de diagnostic, flebotomia poate fi utilizată regulat, pentru reducerea hematocritului. Citostatice, cum ar fi busulfanul și hidroxiureea, sunt uneori utilizate pentru gestionarea pe termen lung a policitemiei absolute.

## Policitemia absolută
Supraproducția de celule roșii din sânge se poate datora uneia dintre următoarele cauze:
a. Unui proces primar în măduva osoasă hematogenă (așa-numitul sindrom mieloproliferativ)
b. Hipoxiei
c. Transfuziei sanguine (voluntare, accidentale sau ca urmare a sindromului de transfuzie fetofetal)

### Policitemia primară
Există două tipuri de policitemii primare:
a. Policitemia vera (numită și policitemia rubra vera) apare ca urmare a supraproducției de eritrocite la nivelul măduvei osoase hematogene, fiind clasificată ca boală mieloproliferativă. Deseori, pe lângă supraproducția de eritrocite, sunt produse și leucocite și trombocite în exces. La 95% dintre bolnavii de policitemie vera, există o mutație la nivelul genei JAK2 (V617F), responsabilă de transducția citozolică a semnalelor venite din partea factorilor de creștere (exp. eritropoietina). Această mutație este somatică, nonereditară.
Policitemia vera se manifestă prin dureri de cap și vertij, splenomegalie și/sau hepatomegalie. Alte condiții asociate sunt hipertensiunea arterială și formarea de cheaguri de sânge.
Flebotomia este tratamentul cel mai întâlnit într-un astfel de diagnostic.

b. Policitemia congenitală (familială) este o condiție ereditară benignă, datorată unei mutații la nivelul genei EPOR, responsabilă cu producția receptorului de eritropoietină. Această mutație poate cauza creșterea capacității transportoare de oxigen a sângelui cu până la 50%. Schiorul de performanță Eero Mäntyranta a avut această mutație, ce i-a oferit avantaje considerabile în competițile de anduranță.

### Policitemia secundară
Policitemia secundară apare ca urmare a creșterii producției de eritropoietină, ce la rândul ei stimulează producția de eritrocite.Astfel, numărul de eritrocite poate ajunge la 6-9 milioane per mm3 sânge, de la 4-5 milioane per mm3 cât este normal pentru femei, respectiv 4,5-6 milioane per mm3 pentru bărbați. Policitemia secundară este vindecabilă ca urmare a eliminării cauzei.
Policitemia secundară poate apărea ca urmare a adaptărilor fiziologice (policitemia fiziologică) sau ca urmare a unor condiții independente de aceasta.
Condiții aferente policitemiei fiziologice sunt:
- Adaptarea la altitudine - creșterea numărului de celule roșii apare natural, ca urmare a adaptării la înălțimi, unde presiunea parțială a oxigenului atmosferic este mai mică decât normalul individual. Anumiți atleți se antrenează la altitudini mari pentru a-și crește astfel capacitatea la efort.
- Boli cauzatoare de hipoxie - de exemplu în bolile cardiace cianotice, în bolile pulmonare, cum este BPOC, și ca urmare a apneei de somn cronice obstructive.
- Cauze iatrogene - policitemia secundară poate fi indusă direct prin flebotomie, urmată de extragerea eritrocitelor și reintroducerea lor în circulație.
- Cauze genetice - pot fi de două tipuri:
  - Asociate cu anormalități în procesul de eliberare a oxigenului din hemoglobină la țesuturi. O formă specială de hemoglobina, numită hemoglobina Chesapeake, are o mai mare afinitate pentru oxigen decât hemoglobina adultă (Hb A)[10]. Cedând mai puțin oxigen la rinichi, producția de eritropoietină crește. Același proces este valabil pentru hemoglobina Yakima, respectiv hemoglobina Kempsey. [11]
  - Asociate cu anormalități în procesul de degradare a factorilor inductori de hipoxie, conducând la producția crescută de eritropoietină. Astfel, există policitemia Ciuvași ce presupune o mutație la nivelul genei recesive VHL (C598T), cu rol în distrugerea factorilor inductori de hipoxie[12], manifestându-se la individ în cazul homozigozității. Este denumită astfel pentru că apare în special în cadrul populației republicii Ciuvașia din Federația Rusă, deși a fost detectată și în alte locuri, precum insula italiană Ischia[13]. Mutații similare pot apărea în genele EGLN1[14][15] și EPAS1[16], deși în acest caz ele apar în cazul heterozigozității, fiind deci gene dominante.

Condițiile în care policitemia secundară nu apare ca urmare a adaptării fiziologice:
- Neoplasme - Carcinom celular renal, tumori hepatice, boala von Hippel-Lindau și anomalii endocrine (inclusiv feocromocitomul și adenomul suprarenal cu sindrom Cushing).
- Utilizarea steroizilor anabolizanți, augmentarea cu testosteron în cazul hipogonadismului sau tratamentelor transgender, administrarea de eritropoietină.

## Policitemia relativă
În general, policitemia relativă presupune o creștere aparentă a volumului eritrocitelor în sânge, datorată pierderii de plasmă. O astfel de pierdere poate apărea în cazul deshidratării (hipovolemie), diurezelor patologice, arsurilor, sindromului Gaisböck (ce apare în special la bărbații obezi) etc.